# Kasaï-Occidental

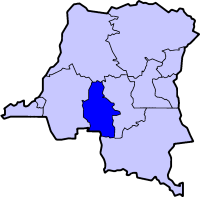
Provinsen Kasai-Occidental.

Kasaï-Occidental är en region i Kongo-Kinshasa, som mellan 1966 och 2006 också utgjorde en egen provins. Provinsens huvudstad var Kananga. Enligt 2006 års konstitution skulle provinsen delas i Kasaï och Kasaï Central, vilket genomfördes 2015.
Provinsen gränsade till Équateur i norr, Kasaï-Oriental i öster och Katanga i sydöst. I söder ligger landet Angola.